# Pseudolimnophila contempta
Pseudolimnophila contempta là một loài ruồi trong họ Limoniidae. Chúng phân bố ở miền Tân bắc.